# Äquatorialguineisch-deutsche Beziehungen
Die Äquatorialguineisch-deutschen Beziehungen sind das zwischenstaatliche Verhältnis zwischen Äquatorialguinea und der Bundesrepublik Deutschland. Laut dem Auswärtigen Amt befinden sich die gegenseitigen Beziehungen auf einem „bescheidenem Niveau“. Äquatorialguinea eröffnete 2005 eine Botschaft in Berlin. Deutschland unterhielt zwischen 2010 und 2021 eine Botschaft in Malabo. Seitdem ist der deutsche Botschafter in Yaoundé, Kamerun in Äquatorialguinea nebenakkreditiert.

## Geschichte
Um 1850 wurden die ersten deutschen Handelsniederlassungen in Spanisch-Guinea errichtet. Ab 1884 grenzte die deutsche Kolonie Kamerun an Spanisch-Guinea und mit der Addition von Neukamerun 1911 umschlossen deutsche Gebiete den Festlandteil von Spanisch-Guinea, was ein gewisses Maß an Zusammenarbeit zwischen den beiden Kolonialverwaltungen nötig machte. 1910 hatte das Deutsche Reich bereits einen Honorarkonsul für Bioko ernannt.
Während des Ersten Weltkriegs wurden 6.000 Soldaten und 12.000 Angehörige der deutschen Schutztruppe von Kamerun auf Bioko interniert, was dazu führte, dass in dieser Zeit ein lebhaftes deutsches Kulturleben in Malabo entstand. Nach dem Ende des Kriegs kehrten diese Deutschen in ihre Heimat zurück, wobei sie einige Gebäude hinterließen. In der Zwischenkriegszeit besuchte 1924 der elsässische Arzt Albert Schweitzer Bioko.
Äquatorialguinea nahm 1970 diplomatische Beziehungen mit der Deutschen Demokratischen Republik (DDR) auf. In den frühen 1970er Jahren war der deutsche Unternehmer Friedrich W. Pleuger ein enger Vertrauter des Diktators Francisco Macías Nguema. Nach einem Konflikt nahm dieser allerdings Pleugers Frau Irmgard als Geisel. Sie durfte schließlich gegen ein Lösegeld von 6 Millionen D-Mark im Januar 1971 nach Deutschland ausreisen.
Nachdem es unter Nguema nur gelegentliche Kontakte gegeben hatte, verbesserten sich die Beziehungen zu Deutschland unter seinem Nachfolger Teodoro Obiang Nguema Mbasogo.
Im März 2004 wurde der deutsch-israelische Söldner und Waffenhändler Gerhard Merz zusammen mit 14 weiteren Söldnern in Malabo verhaftet, da ihm die Vorbereitung eines Staatsstreichs vorgeworfen wurde. Er kam kurze Zeit später im berüchtigten Gefängnis Prisión Playa Negra ums Leben.
2005 eröffnete Äquatorialguinea eine Botschaft in Berlin. 2010 eröffnete auch Deutschland eine Botschaft in Malabo, die allerdings 2021 wieder geschlossen wurde.

## Wirtschaftsbeziehungen
2024 lagen die deutschen Warenexporte nach Äquatorialguinea bei 21 Millionen Euro und die Importe aus dem Land bei 137 Millionen Euro. Aus Äquatorialguinea importiert Deutschland hauptsächlich Erdölprodukte und exportiert im Gegenzug Maschinen, Boote, Getränke, Fabrikationsanlagen und Kraftfahrzeuge. In Äquatorialguinea sind einige deutsche Unternehmen im Bausektor tätig. 2008 richtete die Lufthansa eine Flugverbindung nach Malabo ein.

## Kulturbeziehungen
Es gibt keinerlei in Äquatorialguinea aktiven deutschen Kulturinstitute und die Kulturbeziehungen beruhen hauptsächlich auf Initiativen von Einzelpersonen.
Die äquatorialguineische Fußballspielerin Genoveva Añonma spielte in Deutschland.